# 의정부중앙역
의정부중앙역(議政府中央驛, Uijeongbujungang station)은 경기도 의정부시 의정부동에 있는 의정부 경전철의 전철역이다. 노선 안내에서는 공식명칭과 달리 중앙역을 사용한다. 역번호는 U117이다.

## 역사
- 2012년 7월 1일 : 의정부 경전철 발곡 ~ 탑석 구간 개통

## 역 구조
2면 2선의 상대식 승강장이 있는 지상역이며, 스크린도어가 설치되어 있다.

#### 승강장
| 흥선↑ |
| \| 상 |
| ↓동오 |

| 상행 | ● 의정부 경전철 | 범골 · 회룡 · 발곡 방면                             |
| 하행 | ● 의정부 경전철 | 동오 · 경기도청 북부청사 · 차량기지 임시승강장 방면 |

## 역 주변
- 의정부 로데오거리
- 의정부 부대찌개거리
- 경기도교육청 북부청사
- 의정부 을지대병원
- 의정부교육지원청
- 의정부1우체국
- 국립농산물품질관리원
- 중앙초등학교
- 의정부1동 주민센터

## 사진

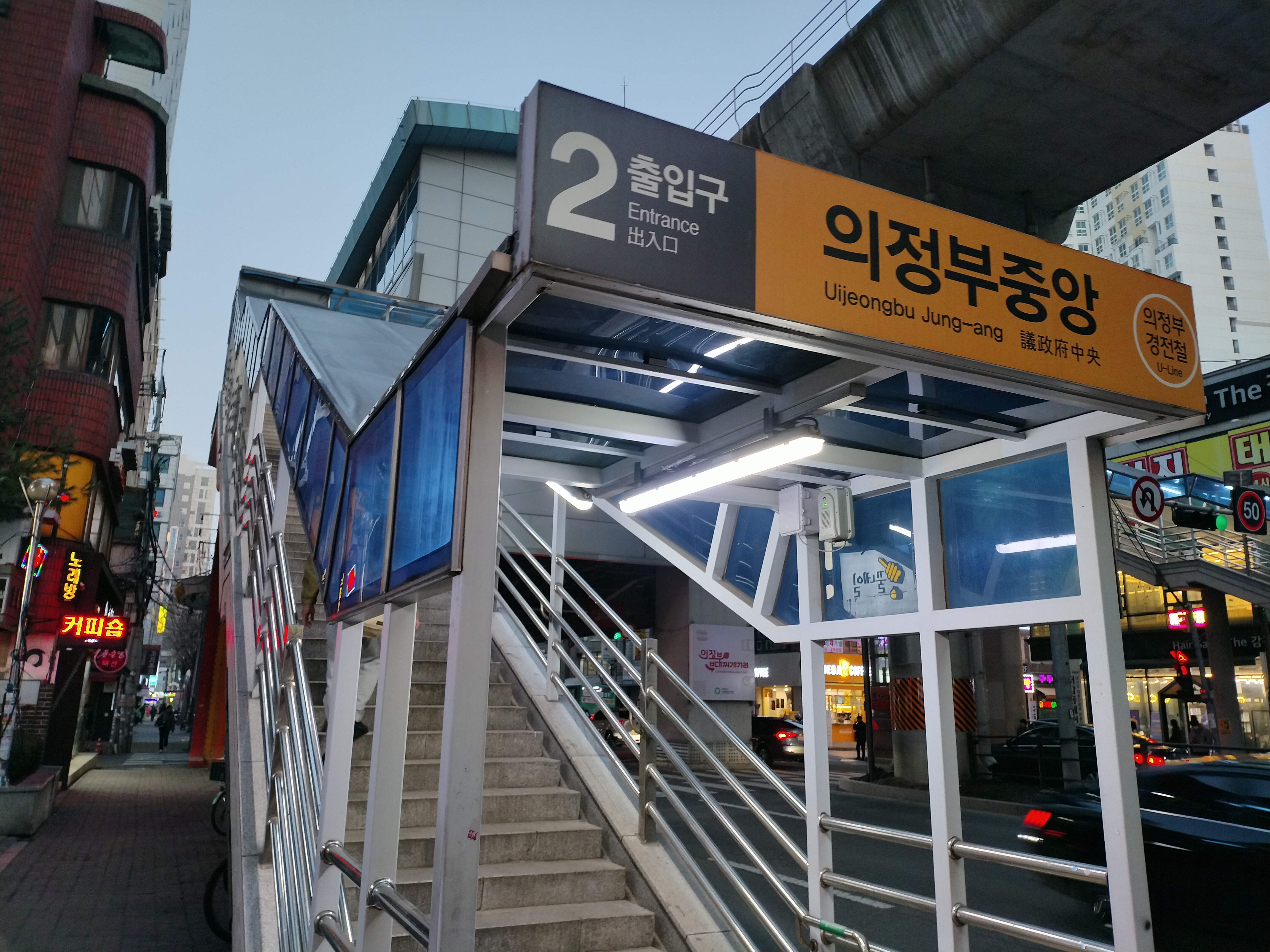
2번출구
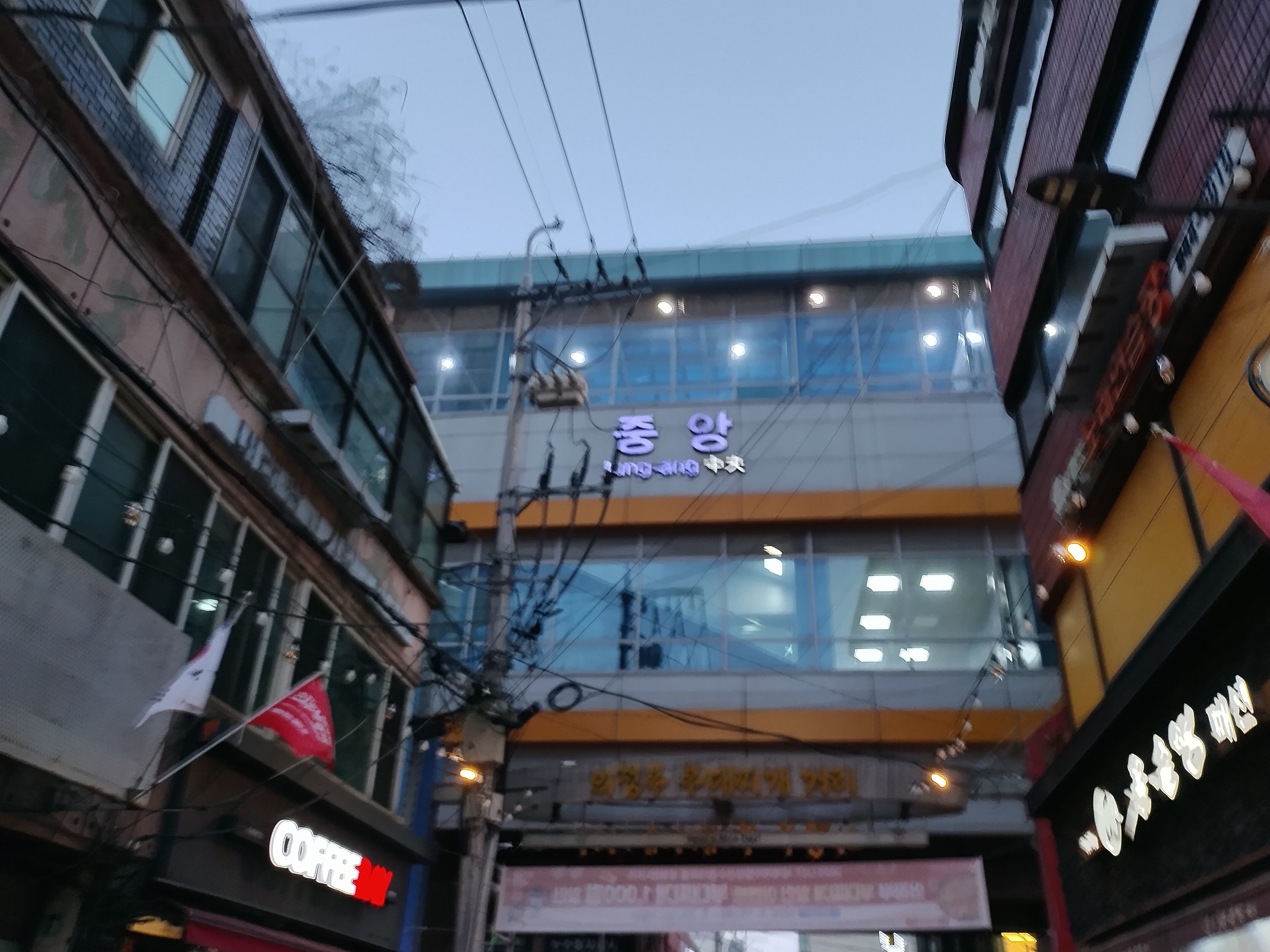
역 건물

## 인접한 역
| 의정부 경전철       | 의정부 경전철   | 의정부 경전철                      |
| ------------------- | --------------- | ---------------------------------- |
| U115 흥선 발곡 방면 | ● 의정부 경전철 | U118 동오 차량기지 임시승강장 방면 |